# يوسف آباد عبد المنى
يوسف‌آباد عبدالمني (بالفارسية: یوسف‌آباد عبدالمنی) هي قرية تقع في قسم ميربغ الجنوبي الريفي (مقاطعة دلفان) في إيران. يقدر عدد سكانها بـ 76 نسمة بحسب إحصاء 2016.